# Arifin Siregar

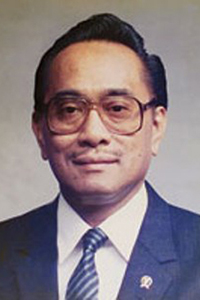
Arifin Siregar (2010)

Arifin Mohamed Siregar (* 11. Februar 1934 in Medan, Sumatra Utara; † 23. September 2019) war ein indonesischer Politiker und Diplomat, der unter anderem zwischen 1983 und 1988 Gouverneur der Bank Indonesia, von 1988 bis 1993 Handelsminister sowie zwischen 1993 und 1997 Botschafter in den USA und Grenada war.

## Leben
Siregar begann nach dem Schulbesuch 1953 ein Studium an der Niederländischen Wirtschaftshochschule Rotterdam und schloss dieses 1956 ab. 1958 begann er einen Studienaufenthalt an der Westfälischen Wilhelms-Universität zu Münster und war zwischen 1960 und 1961 als Wissenschaftlicher Mitarbeiter am dortigen Institut für Industriewirtschaftliche Forschung tätig. Im Anschluss legte er dort am 24. Februar 1960 seine Promotion an der Rechts- und Staatswissenschaftlichen Fakultät mit der Dissertation Die Außenwirtschaft und wirtschaftliche Entwicklung Indonesiens. Eine Anwendung der modernen Außenwirtschaftstheorie auf den Fall Indonesien ab. Danach wechselte er 1961 als Wirtschaftswissenschaftler ins Büro für allgemeine Wirtschaftsforschung und -politik der Vereinten Nationen in New York City und wurde im Anschluss Leiter des UN-Büros für allgemeine Wirtschaftsforschung und -politik in Beirut, ehe er 1965 Ökonom in der Asien-Abteilung des Internationalen Währungsfonds (IWF) in Washington, D.C. wurde.
Anschließend war Siregar zwischen 1969 und 1971 Finanz- und Wirtschaftsberater des IWF in Laos und wurde 1971 Direktor der Bank Indonesia sowie 1973 alternierender Gouverneur des IWF für Indonesien. Am 29. März 1983 löste er Rachmat Saleh als Gouverneur der Bank Indonesia und bekleidete dieses Amt bis zum 19. März 1988, woraufhin Adrianus Mooy seine Nachfolge antrat. Zugleich wurde er 1983 kraft Amtes alternierender Gouverneur der Islamischen Entwicklungsbank (IDB) für Indonesien. Am 23. März 1988 übernahm er den Posten des Handelsministers (Menteri Perdagangan) in der fünften Regierung (Kebinet Pembangunan V) von Präsident Suharto, wobei er abermals Nachfolger von Rachmat Saleh wurde. Den Ministerposten hatte er bis zum 17. März 1993 inne und wurde dann von Satrio Budihardjo Joedono abgelöst. Zuletzt löste er im August 1993 Abdul Rahman Ramly als Außerordentlicher und Bevollmächtigter Botschafter in den USA und Grenada ab und verblieb auf diesem Posten, ehe im Februar 1998 Dorodjatun Kuntjoro-Jakti seine dortige Nachfolge antrat.

## Veröffentlichung
- Die Außenwirtschaft und wirtschaftliche Entwicklung Indonesiens. Eine Anwendung der modernen Außenwirtschaftstheorie auf den Fall Indonesien, Dissertation Universität Münster, Brückenbauer-Verlag, Köln 1961